# ورلد گلف ویلج
ورلد گلف ویلج (به انگلیسی: World Golf Village) یک حوزه سرشماری در ایالات متحده آمریکا است که در St. Johns County, Florida واقع شده‌است.